# Jean-Claude Bagot
Jean-Claude Bagot (Saint-Hilaire-du-Harcouët, 9 marzo 1958) è un ex ciclista su strada e dirigente sportivo francese, professionista dal 1983 al 1994. Fra le sue vittorie, il Tour Méditerranéen nel 1984 e una tappa al Giro d'Italia 1987.

## Palmarès
- 1984

3ª tappa Tour Méditerranéen (Tolone/Mont Faron)
Classifica generale Tour Méditerranéen
Etoile des Espoirs
- 1987

6ª tappa Parigi-Nizza (Mandelieu)
6ª tappa Giro d'Italia (Terni > Monte Terminillo)
8ª tappa, 2ª semitappa Volta Ciclista a Catalunya

## Piazzamenti

### Grandi giri
- Giro d'Italia

1987: 25º
1990: 18º
1991: 28º
- Tour de France

1984: non partito (7ª tappa)
1985: 65º
1986: 19º
1987: 33º
1988: 39º
1990: 52º
1991: 36º
1992: ritirato (13ª tappa)
1994: 47º
- Vuelta a España

1984: 14º
1985: 28º
1988: 29º
1989: 9º
1994: 58º

### Classiche
- Milano-Sanremo

1992: 127º
1993: 93º
1994: 94º
- Parigi-Roubaix

1984: 39º
- Liegi-Bastogne-Liegi

1984: 41º
1985: 51º
1986: 30º
1989: 89º
1990: 37º
1991: 34º

### Competizioni mondiali
- Campionati del mondo

Colorado Springs 1986 - In linea: 41º